# جامع ليستر
جامع ليستر، (بالإنجليزية: Leicester Mosque)‏، في لندن، المملكة المتحدة. شيد الجامع سنة 2010م. ويتميز بتقنية هندسية محترفة.